# Mai Ōshima
Mai Ōshima ou Oshima, Ohshima (大島麻衣, Ōshima Mai, née le 11 septembre 1987 à Noda,  Préfecture de Chiba, Japon) est une chanteuse, ex-idole japonaise du groupe de J-pop AKB48.

## Carrière
Elle débute avec AKB48 en 2005 au sein de la "team A", et fait aussi partie du groupe temporaire Crayon Friends from AKB48 en 2007, doublant un des personnages du 15e film tiré de la série anime Crayon Shin-chan.
Elle quitte AKB48 le 26 avril 2009 pour continuer sa carrière en solo sur le label avex.
Son premier single, Mendokusai Aijō, se classe n°7 des ventes à l'oricon en 2010.

## Discographie solo
Singles
- 5 mai 2010 – Mendokusai Aijō (メンドクサイ愛情?)
- 11 août 2010 – Aitte Nandahō (愛ってナンダホー?)
- 27 juillet 2011 – Second Lady